# Liebao Leopard
Changfeng Liebao Leopard — автомобили китайской компании GAC Changfeng Motor. Автомобили являются лицензионными копиями Mitsubishi Pajero второго поколения, выпускаются с 1999 года. Модельный ряд 2010 года представлен моделью CFA6473 с кузовом дорестайлингового Mitsubishi Pajero (1991—1997 года) и моделями CFA6470 и CFA6480 с рестайлинговым кузовом (1997—1999 года). Все модели (кроме CFA6480) выпускаются в двух вариантах — заднеприводные или полноприводные. Модель CFA6480 — только заднеприводная.

## Конструкция
Полноприводный Liebao Leopard — классический рамный внедорожник с наличием понижающего ряда в раздаточной коробке и принудительно подключаемым передним мостом (трансмиссия Easy Select 4WD без межосевого дифференциала), ранее выпускалась модель CFA2030C с трансмиссией Super Select 4WD (отключаемый полный привод с блокируемым межосевым дифференциалом) и двигателем V6 (6G72, 3000см³).
Автомобили изготавливаются по лицензии и при участии «Mitsubishi» («Mitsubishi» является одним из трёх акционеров «Changfeng Motor Co, Ltd»), соответствуют международным стандартам качества ISO 9000, QS 14000.
Передняя подвеска — независимая, торсионная, со стабилизатором поперечной устойчивости, с гидравлическими телескопическими амортизаторами двухстороннего действия
Задняя подвеска — зависимая, рессорная, со стабилизатором поперечной устойчивости, с гидравлическими телескопическими амортизаторами двухстороннего действия
Тормоза передние — дисковые, вентилируемые
Тормоза задние — барабанные
Шины — 235/85R16LT
Для российского рынка за дополнительную плату устанавливаются подогрев передних сидений, иммобилайзер, подкрылки колёсных арок.